# فرانس بوندول
فرانس بوندول (بالفرنسية: Frans Bonduel)‏ ولد بتاريخ 26 سبتمبر 1907 في بلجيكا، وتوفي في 25 فبراير 1998 في بلجيكا، كان دراج بلجيكي في صنف سباق الدراجات على الطريق.

## سجل النتائج

### سباقات أو مراحل فاز بها
- طواف فرنسا

## وصلات خارجية
- الموقع الرسمي

## روابط خارجية
- فرانس بوندول على موقع أرشيف الدراجات (الإنجليزية)
- فرانس بوندول على موقع إحصائيات الدراجات الإحترافية (الإنجليزية)
- فرانس بوندول على موقع CycleBase (الإنجليزية)